# معركة كالاماتا
معركة كالاماتا وقعت يوم 23 مارس 1821 بين القوى الثورية غير النظامية اليونانية والقوات العثمانية من المدينة.كان واحدا من الأحداث الأولى من حرب الاستقلال اليونانية. وكانت النتيجة هي الاستيلاء على المدينة من قبل اليونانيين. أصبحت كالاماتا أول مدينة تتحرر.